# Ди Джамматтео, Фернальдо
Ферна́льдо Ди Джамматте́о (итал. Fernaldo Di Giammatteo; 15 ноября 1922, Турин, Пьемонт, Италия — 30 января 2005, Болонья, Эмилия-Романья, Италия) — итальянский кинорежиссёр-документалист, кинокритик, историк кино и педагог.

## Биография
Ещё до окончания Второй мировой войны стал публиковаться в Народной газете, с 1946 года — в «La Stampa», а с 1952 года — в «Bianco e Nero». Был заместителем директора Экспериментального киноцентра в Риме, где вёл педагогическую деятельность. Руководил также работой Национального фильмофонда. Его перу принадлежат работы по истории, эстетике, социологии кино и ТВ.
В Италии кинокритикам присуждается премия имени Ди Джамматтео.

## Избранная фильмография

### Режиссёр
- 1962 — Большой поход на Пекин / La lunga marcha de Pechino (д/ф)
- 1964 — С нами бог / Gott mit uns (д/ф)

### Сценарист
- 1962 — Большой поход на Пекин / La lunga marcha de Pechino (д/ф)
- 1964 — С нами бог / Gott mit uns (д/ф)

### Актёр
- 1969 — Любовь и ярость / Amore e rabbia

## Сочинения
- Teleyisione e vita italiana. — Torino, 1968.
- Televisione, potere, riforma. — Firenze, 1974.